# Яйцеголові
«Яйцеголові» (англ. Coneheads) — американська кінокомедія 1993 року.

## Сюжет
Під час посадки на Землю корабель іншопланетян був збитий винищувачем ВПС США. Іншопланетяни Белдар і Праймат мають конусоподібну форму голови. Тепер вони змушені жити серед людей і ховатися від імміграційної служби. Поступово сімейство чужаків освоюється серед землян і навіть приймає американський спосіб життя.

## У ролях
| Актор             | Роль                               |
| ----------------- | ---------------------------------- |
| Ден Екройд        | Белдар / Дональд Р. ДеЧикко        |
| Джейн Кертін      | Праймат / Мері Маргарет ДеЧикко    |
| Мішель Берк       | Конні                              |
| Філ Гартман       | Мерлакс                            |
| Майкл МакКін      | Горман Сідлінг, заступник комісара |
| Джейсон Олександр | Ларрі Фарбер                       |
| Сінбад            | Отто                               |
| Кріс Фарлі        | Ронні, механік                     |
| Адам Сендлер      | Кармін                             |
| Едді Гріффін      | клієнт                             |
| Еллен Дедженерес  | тренер                             |
| Роберт Нотт       | контролер повітряного руху         |
| Джонатан Пеннер   | капітан                            |
| Віп Хаблі         | пілот F-16                         |
| Говард Неппер     | пілот                              |
| Майкл Річардс     | клерк мотелю                       |
| Грант Мартелл     | латиноамериканець 1                |
| Арт Бонилья       | латиноамериканець 2                |
| Роза Марія Бриз   | латиноамериканка                   |
| Девід Спейд       | агент Елі Тернбулл                 |
| Том Арнольд       | гравець у гольф                    |

## Цікаві факти
- Фільм заснований на одному зі скетчів телешоу сімдесятих років «Суботнього вечора у прямому ефірі», про сім'ю інопланетян незвичного вигляду, прибулих на Землю.

## Саундтрек
| Список треків | Список треків                                              | Список треків |
| #             | Назва                                                      | Тривалість    |
| ------------- | ---------------------------------------------------------- | ------------- |
| 1.            | «Magic Carpet Ride - Slash / Michael Monroe»               | 3:40          |
| 2.            | «Tainted Love - Soft Cell»                                 | 2:42          |
| 3.            | «No More Tears (Enough Is Enough) - k.d. lang / Andy Bell» | 3:51          |
| 4.            | «Kodachrome - Paul Simon»                                  | 3:30          |
| 5.            | «Can't Take My Eyes Off You - Morten Harket»               | 3:43          |
| 6.            | «It's A Free World Baby - R.E.M.»                          | 5:12          |
| 7.            | «Soul To Squeeze - Red Hot Chili Peppers»                  | 4:52          |
| 8.            | «Fight The Power - Barenaked Ladies»                       | 4:05          |
| 9.            | «Little Renee - Digable Planets»                           | 3:22          |
| 10.           | «Chale Jao - Babble»                                       | 4:10          |
| 11.           | «Conehead Love - Dan Aykroyd / Jane Curtin / Nan Schaefer» | 4:15          |
| 43:27         |                                                            |               |